# Retonfey
Retonfey (Duits: Raitenbuchen) is een gemeente in het Franse departement Moselle in de regio Grand Est. Retonfey telde op 1 januari 2022 1.332 inwoners.

## Geschiedenis
De gemeente maakte deel uit van het kanton Pange in het arrondissement Metz-Campagne tot op 22 maart 2015 beide werden opgeheven. Retonfey werd opgenomen in het nieuwgevormde kanton Le Pays Messin, dat onderdeel werd van het arrondissement Metz.

## Geografie
De oppervlakte van Retonfey bedroeg op 1 januari 2022 9,77 vierkante kilometer; de bevolkingsdichtheid was toen 136,3 inwoners per km².

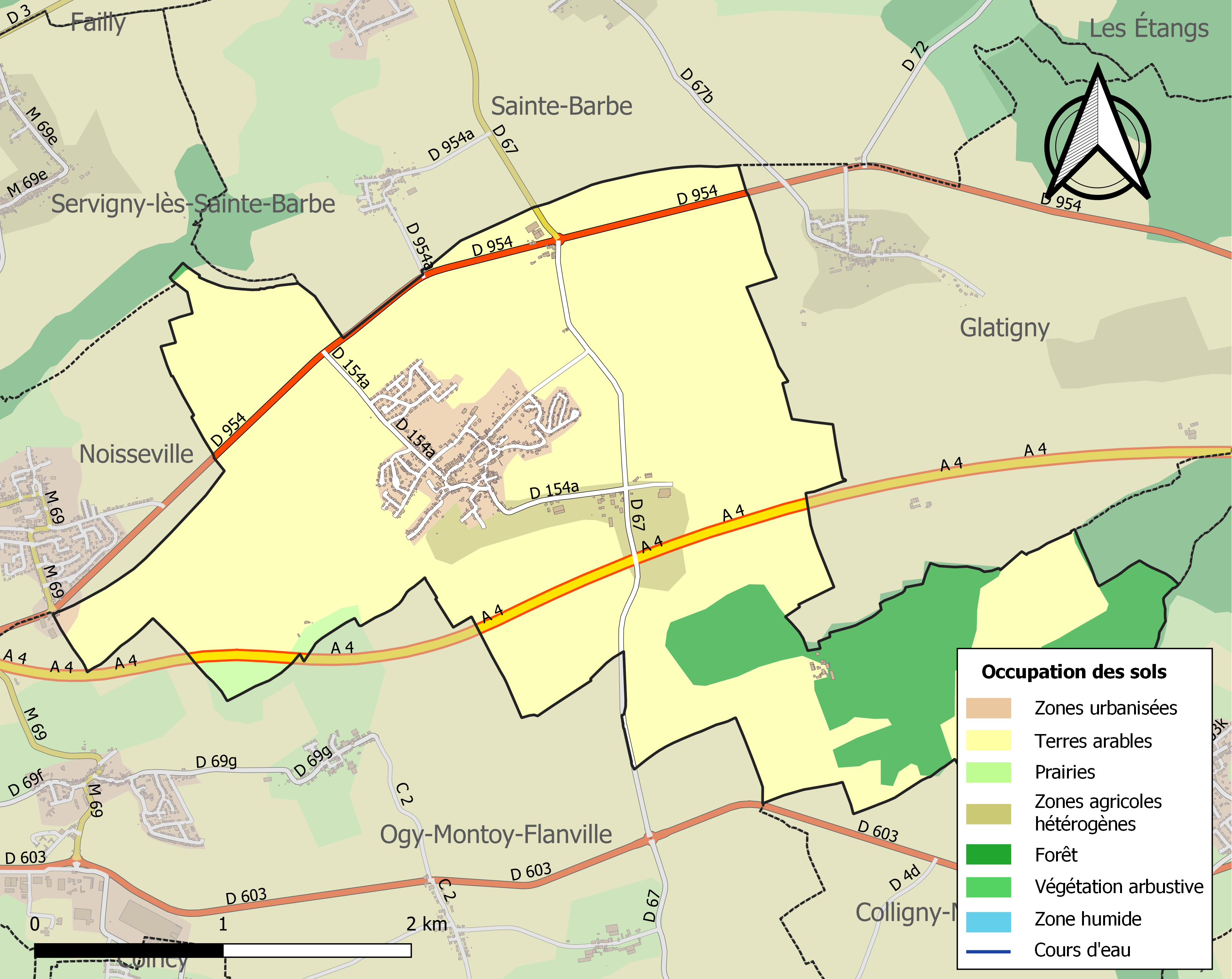
Kaart van de gemeente met de belangrijkste infrastructuur, bodemgebruik en omliggende gemeenten

## Demografie
Onderstaande figuur toont het verloop van het inwonertal (bron: INSEE-tellingen).